# Lista de episódios de Buso Renkin

A capa da coletânea de DVDs contendo todos os vinte e seis episódios de Buso Renkin lançada pela Geneon Universal Entertainment em 26 de novembro 2009 no Japão.

A série de anime Buso Renkin é baseada no mangá homônimo escrito e ilustrado por Nobuhiro Watsuki. A série foi dirigida por Takao Kato e produzida pelo estúdio Xebec. O enredo da série gira em torno de Kazuki Muto, que se torna um Guerreiro Alquímico, em sua batalha contra os monstros chamados Homúnculos criados através da alquimia.
A produção do anime Buso Renkin foi anunciada através do lançamento de um trailer de um minuto na internet. Buso Renkin foi transmitido originalmente pela TV Tokyo entre 4 de outubro de 2006 e 28 de março de 2007. Posteriormente, todos os episódios foram compilados em nove volumes de DVDs, que foram lançados entre 25 de janeiro de 2007 e 21 de setembro de 2007 pela Geneon Universal Entertainment. Uma coletânea de DVDs contendo todos os episódios foi lançada em 26 de novembro de 2009, e relançada em alta definição (HD) em 27 de fevereiro de 2013.
A série usou três temas musicais: um único tema abertura e dois temas de encerramento. O tema de abertura usado foi "Makka Na Chikai" (真赤な誓い) por Yoshiki Fukuyama. O primeiro tema de encerramento usado entre o primeiro e o décimo quarto episódio foi "Hoshiakari" (ホシアカリ) por Jyukai e o segundo tema usado para os episódios restantes foi "Itoshiki Sekai" (愛しき世界) por Aya Kagami. Singles a partir de canções individuais e uma trilha sonora original foram lançados pela Geneon.

## Equipe de produção
A obra original de Buso Renkin foi criada por Nobuhiro Watsuki em forma de mangá. A adaptação para anime foi produzida pelo estúdio Xebec e dirigida por Takao Kato. A série foi planejada por Kazuhiko Torishima, Akihiro Kawamura, Koji Kumozu e Yukinao Shijimoji. Os produtores foram Makota Oyoshi, Nobuhiro Nakayama, Shinichi Ikeda, Hinoyuki Yonemasu e os produtores executivos foram Naoko Watanabe e Kohei Kawase. Nobuyoshi Habara dirigiu o tema de abertura e os temas de encerramento que forma animados por Akio Takami. Keito Watanabe dirigiu a arte da série, Natsuyo Ban coordenou as cores, Takuya Matsumura desenhou a animação das armas e Sunao Chikako desenhou os acessórios. O som foi dirigido por Takeshi Takadara; os efeitos sonoros foram feitos por Mitsuru Kageyama, mixados por Naotsugu Uchida, editados por Akane Sango e gravados no Half H-P Studio.

## Episódios
| # | Título[a] | Diretor(es)        | Roteirista(s)   | Diretor(es) de animação                     | Exibição original[b]    | Refs.         |
| --- | --- | ------------------ | --------------- | ------------------------------------------- | ----------------------- | ------------- |
| 1 | "Uma Nova Vida" "Atarashii inochi (新しい命)"                                                                         | Tsuyoshi Nagasawa  | Gyo Yamatoya    | Akio Takami                                 | 4 de outubro de 2006    | [ 3 ] [ 6 ]   |
| Um garoto de dezesseis anos chamado Kazuki Muto desperta de um pesadelo onde ele é morto por um monstro após tentar salvar uma garota desconhecida. Na escola, um professor chamado Mita pune Kazuki por não ter o material escolar adequado e obriga-o a ficar após a aula. Naquela noite, o professor revela ser o monstro de seu sonho, que realmente havia acontecido, o que faz com que Kazuki lembre que a garota usou uma kakugane para restaurar sua vida. Ele é salvo por uma garota que derrota Mita e explica que esse tipo de monstro é chamado de Homúnculo. Esses monstros foram criados através da alquimia e só podem ser destruídos por armas especiais chamadas buso renkins. Tokiko diz a Kazuki que ele deve voltar para casa enquanto ela vai para um armazém onde os Homúnculos estão se escondendo. Kazuki ignora seu aviso e vai para o armazém onde ele ativa seu buso renkin e derrota o líder dos Homúnculos. A menina se apresenta como Tokiko Tsumura e torna Kazuki seu discípulo. | |                    |                 |                                             |                         |               |
| 2 | "A Verdadeira Forma dos Homúnculos" "Homunkurusu no shōtai (ホムンクルスの正体)"                                      | Yukio Kuroda       | Gyo Yamatoya    | Yasuo Shimizu                               | 11 de outubro de 2006   | [ 3 ] [ 14 ]  |
| A investigação de Tokiko no armazém a leva a acreditar que alguém estava usando o laboratório para a criação de matéria de Homúnculo. Ela explica que a matéria de Homúnculo são embriões parasitas que transformam seus hospedeiros em Homúnculos. O dois são atacados por um homem misterioso que envia uma matéria de Homúnculo para anexar-se em Tokiko, que somente a rebate. Mais tarde, Tokiko percebe que a matéria de Homúnculo anexou-se na irmã de Kazuki e tenta destruí-la, mas ela se anexa em Tokiko. Ela diz a Kazuki que irá se transformar em um Homúnculo dentro de uma semana e que eles devem encontrar o homem misterioso antes disso ou ele deverá matá-la. | |                    |                 |                                             |                         |               |
| 3 | "Você se Tornou um Pouco Mais Forte" "Kimi wa sukoshi tsuyoku natta (キミは少し強くなった)"                           | Takeshi Ando       | Katsuhiko Koide | Hirokazu Hanai                              | 18 de outubro de 2006   | [ 3 ] [ 15 ]  |
| Após descobrir que o criador dos Homúnculos é um estudante que frequenta a mesma escola que Kazuki, ele e Tokiko começam a procurá-lo na escola, mas não conseguem encontrá-lo. Depois disso, Kazuki luta contra um Homúnculo do tipo sapo e o derrota, mas fica gravemente ferido e desmaia. Um Homúnculo do tipo planta aparece e se prepara para acabar com Kazuki, mas Tokiko intercepta seu ataque e mata-o. Kazuki recobra a consciência e promete a Tokiko que ele vai se esforçar mais a partir de então. | |                    |                 |                                             |                         |               |
| 4 | "Outra Nova Vida" "Mō hitotsu no atarashii inochi (もう一つの新しい命)"                                               | Shigeru Ueda       | Kento Shimoyama | Yuichi Oka                                  | 25 de outubro de 2006   | [ 3 ] [ 16 ]  |
| Tokiko e Kazuki finalmente descobrem que a identidade do criador dos Homúnculos é Koushaku Chono. Koushaku explica que ele quer se tornar um Homúnculo do tipo humano com uma matéria de Homúnculo especial que irá conceder-lhe capacidades e resistência muito além da capacidade humana. O Homúnculo tipo águia, Washio, captura Kazuki e Tokiko e os leva para uma floresta isolada e envolve os dois na batalha. | |                    |                 |                                             |                         |               |
| 5 | "Por Alguém que Quero Proteger" "Mamoru beki hito no tame ni (守るべき人のために)"                                    | Yukio Kuroda       | Kento Shimoyama | Yasuo Shimizu                               | 1 de novembro de 2006   | [ 3 ] [ 17 ]  |
| Após uma longa batalha, Kazuki derrota Washio. Tokiko fica incapacitada de se mover devido à matéria de Homúnculo e é carregada por Kazuki até a cidade. Kazuki deixa Tokiko sobre os cuidados de seus amigos antes de sair em busca de Koushaku que detém o antídoto para Tokiko. | |                    |                 |                                             |                         |               |
| 6 | "A Borboleta da Morte Negra" "Kokushi no chō (黒死の蝶)"                                                              | Takayoshi Morimiya | Katsuhiko Chiba | Kiyotoshi Aoi Kazuya Morimae                | 8 de novembro de 2006   | [ 3 ] [ 18 ]  |
| Kazuki encontra Koushaku no laboratório de seu tataravô e tenta destruir a matéria de Homúnculo. No entanto, Koushaku é capaz de se unir a matéria de Homúnculo e se torna um Homúnculo quando Jirou, o irmão mais novo de Koushaku, interfere. Koushaku, então, começa a devorar todos na vizinhança até que ele é morto por Kazuki, que, exausto, desmaia antes de ser capaz de levar o antídoto para Tokiko. Kazuki acorda e percebe que Tokiko está curada e ela diz que seu buso renkin se chamará "Sunlight Heart". | |                    |                 |                                             |                         |               |
| 7 | "Se Você se Acha um Hipócrita" "Moshi kimi ga gizen to utagau no nara (もし君が偽善と疑うのなら)"                     | Isao Takayama      | Gyo Yamatoya    | Takuya Matsumura                            | 15 de novembro de 2006  | [ 3 ] [ 19 ]  |
| Capitão Bravo, membro dos Guerreiros Alquímicos e aquele que entregou a cura para a Tokiko, oferece a Kazuki a oportunidade de se juntar a sua missão no combate a L.X.E., um grupo composto de Homúnculos do tipo humano que operam na cidade de Kazuki. Koushaku é revivido pelo líder da L.X.E., seu tataravô, Dr. Butterfly, e, chamando a si mesmo de Papillon, procura Kazuki e declara-lhe guerra. Kazuki, Tokiko e Bravo são atacados por Kinjo, um Homúnculo da L.X.E., mas ele é rapidamente derrotado por Bravo. | |                    |                 |                                             |                         |               |
| 8 | "Uma Noite no dormitório" "Kishukusha no yoru (寄宿舎の夜)"                                                           | Yukio Kuroda       | Katsuhiko Koide | Yasuo Shimizu                               | 22 de novembro de 2006  | [ 3 ] [ 20 ]  |
| Durante a noite, Bravo leva Kazuki a floresta para um treinamento especial, enquanto Tokiko protege a kakugane adquirido na batalha anterior. Mais tarde, um Homúnculo chamado Jinnai, usando um buso renkin, assume o controle sobre os estudantes no dormitório e ordena-os a tomar a kakugane de Tokiko. Ela consegue escapar de seus colegas e matar Jinnai, libertando-os de seu controle. Papillon aparece e leva a kakugane do Homúnculo derrotado e declara que ele irá derrotar Kazuki e, em seguida, vai embora. | |                    |                 |                                             |                         |               |
| 9 | "Os Irmãos Hayasaka" "Hayasaka kyōdai (早坂姉弟)"                                                                     | Shunji Yoshida     | Kento Shimoyama | Seiya Numata                                | 29 de novembro de 2006  | [ 3 ] [ 21 ]  |
| Kazuki e Tokiko se tornam amigos dos irmãos Hayasaka, Shusui e Ohka. No entanto, os gêmeos são na verdade seres humanos que trabalham com a L.X.E. e receberam ordens para matar os Guerreiros Alquímicos da escola. Quando dois Homúnculos da L.X.E. invadem a escola, Kazuki e Tokiko interceptam as ameaças, fazendo com que os gêmeos descubram quem são os Guerreiros Alquímicos e que devem matar seus amigos. | |                    |                 |                                             |                         |               |
| 10 | "Você e Eu Iremos Ficar Juntos" "Kimi to ore ha aishō ga ii (君と俺は相性がいい)"                                     | Akihiro Enomoto    | Gyo Yamatoya    | Yuichi Oka                                  | 6 de dezembro de 2006   | [ 3 ] [ 22 ]  |
| Os quatro começam a batalha e durante a luta Kazukie inflige um golpe fatal em Shusui. Ohka usa seu buso renkin e cura Shusui ao transferir o ferimento de Shusui para si mesma. Devido a isto, Kazuki percebe que eles são seres humanos e não Homúnculos e questiona se eles são inimigos ou não. Shusui revela que eles trabalham para a L.X.E. para que um dia os dois possam se tornar Homúnculos e viver juntos para sempre. | |                    |                 |                                             |                         |               |
| 11 | "Até que a Morte Nos Separe" "Shi ga futari o wakatsu made (死が二人を別つまで)"                                      | Yukio Kuroda       | Gyo Yamatoya    | Yasuo Shimizu                               | 13 de dezembro de 2006  | [ 3 ] [ 23 ]  |
| Tokiko está prestes a eliminar o irmãos Hayasaka, mas é interrompida por Kazuki que argumenta que eles ainda são humanos e merecem viver. Shusui inflige um golpe em Kazuki enquanto ele está distraído. No entanto, Ohka usa seu buso renkin e absorve os danos de Kazuki alegando que ele é alguém em que se pode confiar. Ohka começa a morrer, mas Kazuki, Tokiko e Shusui são capazes de evitar sua morte, com as propriedades curativas das kakuganes. No dia seguinte, Kazuki e Tokiko visitam no hospital Ohka, que revela que seu irmão havia saído para treinar a fim de se tornar mais forte. | |                    |                 |                                             |                         |               |
| 12 | "Carnaval" "Kaanibaru (カーニバル)"                                                                                   | Tsuyoshi Nagasawa  | Katsuhiko Chiba | Masayuki Kato                               | 20 de dezembro de 2006  | [ 3 ] [ 24 ]  |
| Kazuki, Tokiko e Bravo se infiltram na base da L.X.E. e descobrem que Dr. Butterfly e seu exército de Homúnculos estão indo em direção a escola de Kazuki. Enquanto Bravo entra em uma batalha com o Homúnculo chamada Moonface na base, Kazuki e Tokiko defendem a escola de Dr. Butterfly e seu exército. | |                    |                 |                                             |                         |               |
| 13 | "Sinais de Morte" "Shi no taidō (死の胎動)"                                                                           | Tsuyoshi Yoshimoto | Kento Shimoyama | Seiya Numata                                | 27 de dezembro de 2006  | [ 3 ] [ 25 ]  |
| Depois de seu Homúnculos serem derrotado, Dr. Butterfly ativa a câmara que traz consigo e começa a drenar a energia de todos dentro da escola. Papillon aparece com seu próprio buso renkin ativado e desafia Dr. Butterfly para uma batalha, da qual acaba saindo vitorioso. | |                    |                 |                                             |                         |               |
| 14 | "Quem é Você?" "Kimi wa dare da? (キミは誰だ?)"                                                                       | Isao Takayama      | Katsuhiko Koide | Takuya Matsumura                            | 27 de dezembro de 2006  | [ 11 ] [ 26 ] |
| Antes de morrer, Dr. Butterfly explica que um homem chamado Victor está dentro da câmara e que ele é um ser muito superior aos seres humanos e aos Homúnculos. Kazuki destrói a câmara e inicia uma batalha com Victor e está aparentemente morto depois de ter sua kakugane destruído. Kazuki recupera sua kakugane que se revela ser uma kakugane preto, fazendo com que ele se transforme em um ser como Victor com cabelo verde brilhante, olhos vermelhos e pele bronzeada. | |                    |                 |                                             |                         |               |
| 15 | "A Presença do Intermediário" "Chūkan no sonzai (中間の存在)"                                                         | Yukio Kuroda       | Katsuhiko Koide | Yasuo Shimizu                               | 10 de janeiro de 2007   | [ 11 ] [ 27 ] |
| Após uma curta batalha, Victor chega a conclusão de que levaria muito tempo para derrotar Kazuki e vai embora. Depois de levar Kazuki e Tokiko ao Capitão Bravo, Papillon vai embora para pesquisar sobre Victor a fim de tornar Kazuki humano novamente. No dia seguinte, Tokiko, Bravo, Kazuki e seus amigos decidem ir à praia, onde Tokiko encontra um homem misterioso que diz que quer se encontrar com ela à noite. | |                    |                 |                                             |                         |               |
| 16 | "Uma Nova Força" "Arata naru chikara (新たなる力)"                                                                    | Shigeru Ueda       | Gyo Yamatoya    | Yuichi Oka                                  | 17 de janeiro de 2007   | [ 11 ] [ 28 ] |
| Naquela noite, Tokiko e o homem, que se apresenta como Gouta Nakamura, se encontram e ele diz que Kazuki deve morrer. Capitão Bravo diz a Kazuki que, em seis semanas, ele começará a drenar a energia daqueles ao seu redor assim como Victor e que ele foi ordenado a matá-lo antes que a transformação esteja completa. Em uma curta batalha, Bravo derrota facilmente Kazuki e joga seu corpo no mar. | |                    |                 |                                             |                         |               |
| 17 | "Quando a Noite Chega" "Yoru ga ake tara (夜が明けたら)"                                                              | Takeshi Ando       | Katsuhiko Chiba | Hirokazu Hanai                              | 24 de janeiro de 2007   | [ 11 ] [ 29 ] |
| Tokiko consegue encontrar o corpo de Kazuki no mar e é capaz de reanimá-lo. Enquanto isso, Gouta descobre que uma equipe liderada pelo chefe dos Guerreiros Alquímicos, Sekima Hiwatari, foi mandada para confirmar a morte de Kazuki. Gouta descobre que eles querem assassinar Tokiko e os impede antes de escapar e se encontrar com Kazuki e Tokiko. Os três então se preparam para irem à escola onde a kakugane de Kazuki foi encontrada a fim de descobrir como tornar Kazuki um humano novamente. | |                    |                 |                                             |                         |               |
| 18 | "A Fuga" "Tōhikō (逃避行)"                                                                                            | Hideya Takahashi   | Gyo Yamatoya    | Sunao Chikaoka                              | 31 de janeiro de 2007   | [ 11 ] [ 30 ] |
| Tokiko explica que foi uma pessoa misteriosa que lhe deu a kakugane de Kazuki e essa pessoa possivelmente sabe como reverter o efeito da kakugane negra. Enquanto isso, Papillon atrapalha a equipe que está procurando Kazuki e luta com um dos seus membros, Genji Ikusabe. Em outro lugar, Shusui é recrutado pelos Guerreiros Alquímicos para ajudar na batalha contra Victor. O grupo de Kazuki é emboscado pelos outros dois membros da equipe de perseguição, em um cemitério. | |                    |                 |                                             |                         |               |
| 19 | "Enquanto Eu Puder Te Proteger" "Kimi sae mamorere ba (君さえ守れれば)"                                               | Yukio Kuroda       | Kento Shimoyama | Yasuo Shimizu                               | 7 de fevereiro de 2007  | [ 11 ] [ 31 ] |
| O buso renkin de Hiwatari separa Kazuki de Tokiko e Gouta. Papillon consegue derrotar Ikusabe e descobre o paradeiro de Kazuki. Tokiko e Gouta são capazes de derrotar o inimigo, Shinobu Negoro, e retomar a busca por Kazuki. Em outro lugar, os Guerreiros Alquímicos encontram Victor e enfrentam-o. Eles seriam facilmente derrotados, mas as habilidades de Shusui os salva de uma morte iminente. | |                    |                 |                                             |                         |               |
| 20 | "Com os Sentimentos e Poder" "Omoi to chikara o kome te (想いと力を込めて)"                                           | Sunhi Son          | Katsuhiko Koide | Akio Takami                                 | 14 de fevereiro de 2007 | [ 11 ] [ 32 ] |
| Kazuki está procurando Gouta e Tokiko, mas ao invés disso acaba encontrando o Capitão Bravo. Os dois começam a lutar e Kazuki está sendo derrotado até que Gouta e Tokiko interferem. Ela sugere que Kazuki se transforme, mas ele não aceita, pois não quer ferir seus companheiros. Kazuki volta a lutar e derrota Bravo, que reconhece que Kazuki tornou-se forte e lhe permite continuar em sua busca por uma cura. No entanto, eles são interrompidos pela aparição de Hiwatari. | |                    |                 |                                             |                         |               |
| 21 | "No Meio das Chamas" "Gone Into Flame"                                                                                | Tsuyoshi Nagasawa  | Katsuhiko Chiba | Akio Takami Hatsue Kato                     | 21 de fevereiro de 2007 | [ 11 ] [ 33 ] |
| Hiwatari enfrenta os quatro e Bravo fica seriamente ferido durante a batalha. Pouco antes de Kazuki e Hiwatari acabarem um com o outro, Shosei Sakaguchi, o alquimista general, os para e diz que a missão de assassinar Kazuki foi suspensa e que agora a prioridade para os alquimistas é a batalha contra Victor. Shosei então manda Tokiko e Gouta vigiarem Kazuki e deixa-os continuarem em sua busca por uma cura. | |                    |                 |                                             |                         |               |
| 22 | "Uma Decisão é Necessária" "Ketsudan o yōsu (決断を要す)"                                                             | Yukio Kuroda       | Gyo Yamatoya    | Yasuo Shimizu                               | 28 de fevereiro de 2007 | [ 11 ] [ 34 ] |
| Os Guerreiros Alquímicos encontram e enfrentam Victor. Enquanto isso, Kazuki, Tokiko, Gouta e Papillon chegam à escola e conhecem uma misteriosa figura que se apresenta como Victoria e os leva para sua mãe, Alexandria, que é um cérebro numa cuba e a criadora da kakugane negro. Alexandria revela a sua nova criação, uma kakugane branca, e explica que ele é capaz de negar os efeitos da kakugane negra. No entanto, com a existência de apenas um, Kazuki deve decidir se irá usá-lo em si mesmo ou em Victor. | |                    |                 |                                             |                         |               |
| 23 | "O Garoto Encontra uma Garota Lutadora" "Boy meets Battle Girl"                                                       | Daisuke Takashima  | Kento Shimoyama | Yumi Shimizu Masaki Tanigawa Hiroyuki Kaido | 7 de março de 2007      | [ 11 ] [ 35 ] |
| Kazuki e Tokiko passam o tempo com seus amigos no parque de diversões. Depois de pensar muito, Kazuki decide o que fará com a kakugane branca. Enquanto isso, a batalha entre os Guerreiros Alquímicos e Victor continua. | |                    |                 |                                             |                         |               |
| 24 | "Quando Você Morrer Eu Irei Morrer com Você" "Kimi ga shinu toki ga watashi ga shinu toki (キミが死ぬ時が私が死ぬ時)" | Yukio Kuroda       | Kento Shimoyama | Yasuo Shimizu                               | 14 de março de 2007     | [ 11 ] [ 36 ] |
| Kazuki recebe de Alexandria a kakugane branca e prossegue até onde está acontecendo a batalha entre Victor e os Guerreiros Alquímicos. Usando seu buso renkin, ele empurra a kakugane para dentro de Victor, mas a kakugane não faz com ele volte a ser um humano, apenas enfraquecendo-o. Kazuki então decide ir para a lua e leva junto dele Victor, salvando assim a Terra. | |                    |                 |                                             |                         |               |
| 25 | "Ninguém Jamais Poderá Tomar o Seu Lugar" "Kawari nado inai (代わりなどいない)"                                       | Daisuke Tsukushi   | Gyo Yamatoya    | Sunao Chikaoka                              | 21 de março de 2007     | [ 11 ] [ 37 ] |
| Os amigos de Kazuki se entristecem pelo seu sacrifício em prol da Terra, mas voltam às suas vidas diárias. Tokiko decide cumprir a promessa de Kazuki e lutar contra Papillon. Com a ajuda de Gouta, Shusui e Ohka que distraem os Homúnculos de Papillon, ela confronta-o declarando que irá lutar com ele no lugar de Kazuki. | |                    |                 |                                             |                         |               |
| 26 | "Ponto Final" "Piriodo (ピリオド)"                                                                                    | Takeshi Nagasawa   | Gyo Yamatoya    | Akio Takami                                 | 28 de março de 2007     | [ 11 ] [ 7 ]  |
| Papillon revela ter criado uma kakugane branca para restaurar Kazuki. A batalha entre Tokiko e ele é interrompida quando eles notam o brilho do buso renkin de Kazuki na lua. Os Guerreiros Alquímicos, usando o buso renkin do Shosei, vão para o espaço a fim de resgatar Kazuki. Victor decide enviar Kazuki de volta à Terra com ajuda de seu buso renkin. Kazuki, vendo o quão bom Victor é, convence-o a voltar para ver sua filha. Papillon, usando a kakugane branca, torna Kazuki novamente um humano e os dois começam seu tão prometido duelo. Os Guerreiros Alquímicos são capazes de criar outra kakugane branca e de transformarem Victor de volta em um ser humano. Victor pede-lhes que o transforme em um Homúnculo e diz que levará todos os Homúnculos à lua até que encontrem uma maneira de reverter o processo. A partir de então, Kazuki, Tokiko e Koushaku retornam às suas vidas normais.                                                                                               | |                    |                 |                                             |                         |               |

## DVDs

### Região 2 (Japão)
A Geneon Universal Entertainment lançou nove compilações de DVD entre 25 de janeiro de 2007 e 21 de setembro de 2007 no Japão. Uma coletânea contendo todos os 26 episódios foi lançado em 26 de novembro de 2009.
| Volume       | Volume                  | Lançamento        | Discos | Episódios | Ref.  |
| ------------ | ----------------------- | ----------------- | ------ | --------- | ----- |
|              | Volume 1                | 1 de janeiro 2007 | 1      | 1–2       | [ 8 ] |
| Volume 2     | 23 de fevereiro de 2007 | 1                 | 3–5    | [ 8 ]     |       |
| Volume 3     | 28 de março de 2007     | 1                 | 6–8    | [ 8 ]     |       |
| Volume 4     | 25 de abril de 2007     | 1                 | 9–11   | [ 8 ]     |       |
| Volume 5     | 25 de maio de 2007      | 1                 | 12–14  | [ 8 ]     |       |
| Volume 6     | 24 de abril de 2007     | 1                 | 15–17  | [ 8 ]     |       |
| Volume 7     | 25 de julho de 2007     | 1                 | 18–20  | [ 8 ]     |       |
| Volume 8     | 24 de agosto de 2007    | 1                 | 21–23  | [ 8 ]     |       |
| Volume 9     | 21 de setembro de 2007  | 1                 | 24–26  | [ 8 ]     |       |
| Coletânea    | 26 de novembro de 2009  | 5                 | 1–26   | [ 9 ]     |       |
| Coletânea HD | 27 de fevereiro de 2013 | 5                 | 1–26   | [ 10 ]    |       |